# Rachel Katznelson
Pour les articles homonymes, voir Katznelson et Shazar.
Rachel Katznelson-Shazar (en hébreu : רחל כצנלסון-שזר), connue comme Rachel Shazar, née le 24 octobre 1885 à Babrouïsk (Empire russe) et morte le 11 août 1975 à Jérusalem (Israël), est une personnalité israélienne, figure active du mouvement sioniste. 
Son mari Zalman Shazar est le troisième président de l'État d'Israël. Elle est, à ce titre, la Première dame du pays entre 1963 et 1973.

## Biographie

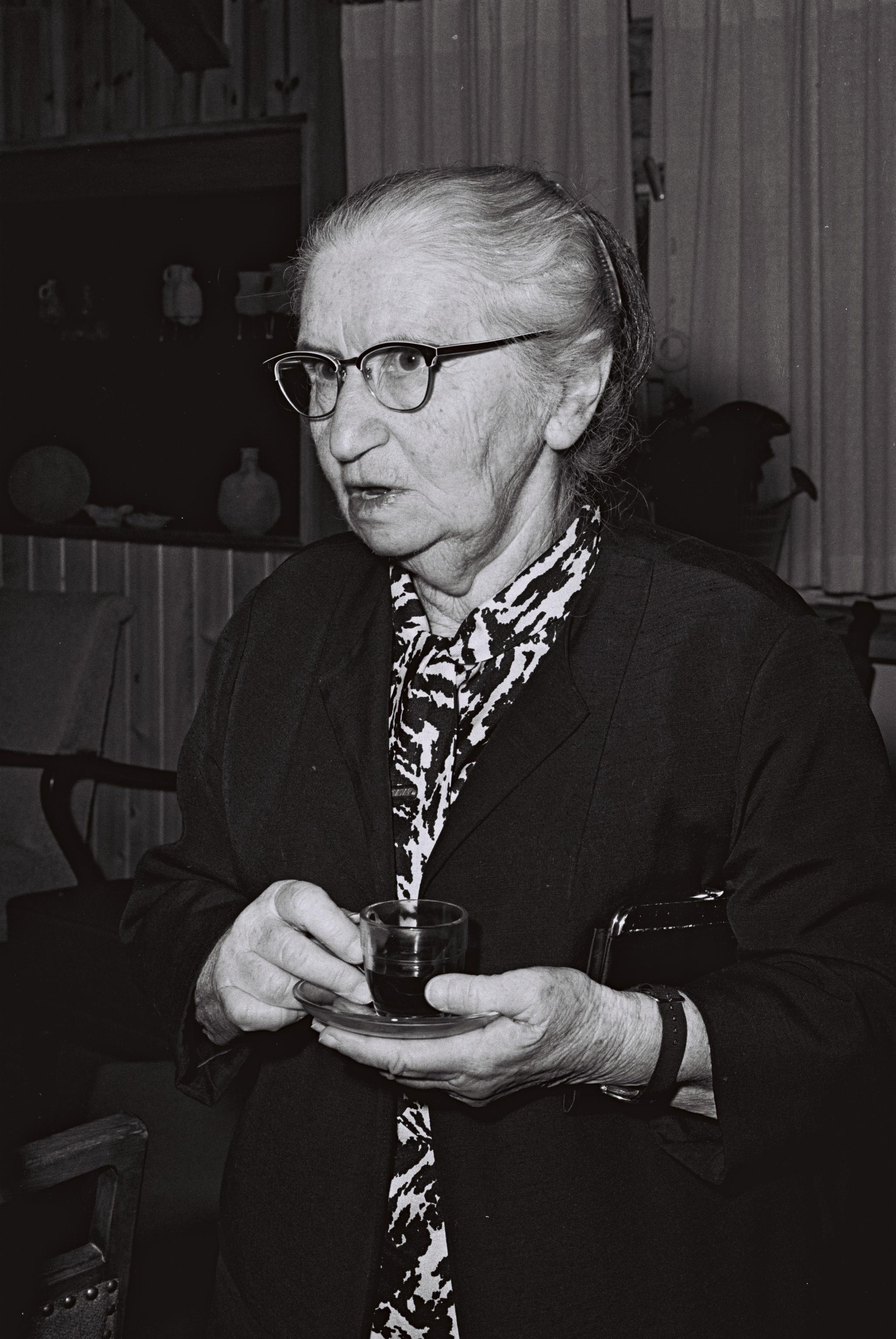
Rachel Katznelson-Shazar.

Rachel Katznelson naît en 1885 (ou probablement en 1888) dans la ville de Babrouïsk (à l'époque dans l'Empire russe et maintenant en Biélorussie), dans une famille juive traditionnelle. Elle obtient son diplôme au lycée avec mention à 18 ans, ce qui lui donne la possibilité d'aller à l'université, qui n'était alors ouverte qu'à un faible pourcentage d'étudiants issus de la communauté juive. Elle est acceptée à l'université de Saint-Pétersbourg pour étudier la littérature et l'histoire. Elle étudie également à l'Académie d'études juives de Saint-Pétersbourg, où elle rencontre son futur mari, Zalman Shazar, alors connu sous le nom de Shneur Zalman Rubashov, avec qui elle se marie en 1920.

## Prix
- 1946 : prix Brenner
- 1958 : prix Israël en sciences sociales[1]
- 1968 : prix Yakir Yeroushalayim (digne citoyen de Jérusalem)[2]

## Voir également
- Liste des lauréats du prix Israël